# بيت شميت
بيت شميت (بالإنجليزية: Pete Schmidt)‏ هو مدير فني أمريكي، ولد في 24 أبريل 1948 في بلومنغتون في الولايات المتحدة، وتوفي في 29 سبتمبر 2000.